# Quercus centenaria
Quercus centenaria — вид дубів, ендемік Західної Мексики.

## Морфологічна характеристика
Дерево 20–30 метрів; стовбур у діаметрі до 120 см. Сірувата кора розтріскана на квадратні пластини. Листки 8–22 × 3–8 см, вічнозелені, більш-менш вузько-еліптичні, чи від зворотно-ланцетних до ланцетних; верхівка від гострої до загостреної, іноді тупа; основа вузька, округла чи майже серцеподібна, часто коса, іноді клиноподібна; верх безволосий і блискучий; низ тьмяний, ± безволосий; край злегка потовщений, хвилястий, цільний чи з 2–8 зубцями чи з часточками у верхівковій половині, іноді по всьому краю; верх блискучий, сосочковий, з деякими розсіяними, зірчастими, волосками, стають голі, за винятком середньої жилки; низ із жовтувато-коричневим нальотом, сосочковий, з розсіяними зірчастими і голчастими трихомами, потім голий; ніжка листка 15–25 мм завдовжки, більш-менш гола. Квітки у червні; чоловічі сережки містять 3–7 квіток, оцвітина яких жовто-коричнева, іноді пурпурувата; жіночі квітки по 2–5 разом. Жолудь довгояйцеподібний, 20–25 мм завдовжки, коричневий, стає голим; поодинокий чи по 5 разом; чашечка неглибока, охоплює 1/3 чи менше горіха, 15–20 мм у діаметрі; дозрівання протягом одного року, з серпня по жовтень.

## Поширення
Ендемік Західної Мексики (Халіско, Наяріт). Населяє вологі гірські ліси на висотах 100–2250 метрів